# 出崎統
出崎統（日語：出﨑 統、1943年11月18日—2011年4月17日），是日本東京都出身的動畫師、監督及脚本家。

## 名字
本名
基本上以本名活動，不論日本國內外，普遍習慣用，本人出席場合對此也不在意；2000年以降才逐漸正名。早期在一部作品中擔任其它職務則會採化名，據自述不喜歡同樣名字在演出表出現兩次。
化名
與（不明）組合而成，出崎也表示好枕眠（枕（眠ること）が大好きなんだよね）。
出自16歲時執筆漫画角色。讀音由來有（來，走吧！）或（有夠麻煩）兩說。
用在監督上、則是各話演出。由来為当時所属会社MADHOUSE
由来是《小拳王》的與。
由来是（啊～雲）。
在《小拳王2》時本來擔任分鏡卻去寫腳本，不想露出馬腳而便宜行事的名字。
由来為出崎主導「An-napple工作室」当時所在地東京都杉並区。

## 生平
小学4、5年級時景仰手塚治虫的漫畫也跟描繪起來。高中時以租本漫畫家出道。由於該市場式微，高中畢業後至東芝上班，在1963年日本黃金週的放假期間看到蟲製作徵動畫師的廣告就前去應徵，當時公司面試成員杉井儀三郎看過他畫的漫畫，經相談後印象深刻即強力推薦，於是約500人中與其他兩位脫穎而出，從此踏入動畫業界。後來也跟杉井一起另起爐灶。1980年，與杉野昭夫共同創設「有限会社An-napple」（有限会社あんなぷる，對外用工作室名義，後改組株式会社）。
一般動畫師依監督指示繪製分鏡，但出崎統有其獨自見解，重視角色心理表現是最大特徵。演出方面，人稱「出崎演出」的技法更是獨樹一格。強烈個人風格作品經常超出原作或脚本的範疇。在他擔任監督之下，不論演出或腳本，所指導的後進都獲益匪淺。其作品也影響了押井守、庵野秀明、幾原邦彥、新房昭之和山本寬等人。
愛好跑車。根據訪談及投稿顯示結婚數次，生前配偶是。老菸槍一名，《源氏物語千年紀 Genji》結束後接受檢查發現肺癌，即使接受治療，從醫院暫時返家之際也會指定坐在咖啡廳的抽菸席。
最後參與《怪醫黑傑克OVA》時隔11年的兩話監修。2011年4月17日，仍因肺癌不治而逝於東京都三鷹市醫院，享壽67歲。喪主為同父異母的哥哥亦是同業的出﨑哲。

## 表現手法
所謂「出崎演出」並非出崎哲獨創，而是統合當時作畫、參考真人電影攝影技法頻繁使用，特色如下：
定格畫面
為了強化場面印象，多用在回想、決定情節、廣告前或最後鏡頭上。
反覆定鏡
為加深觀眾印象的重要画面，連續重複顯示的手法。常併用搖攝、滑鏡後退、重複攝影等攝影技巧。
分割畫面
画面上下或左右分割連動，同時放映出不同對象。
環繞
角色周圍一鏡到底追繞手法。在手繪時代為避免製作多張不同背景圖，常用透射光處理。
多重合成＋搖攝
顔面画面以多重合成、縱或横搖攝動向變化的手法。用在強調對白場景上。
模糊
以角色為中心、周圍模糊的運鏡手法，強調速度感。
光影處理
1. 強調陰影，常使用漫畫或素描筆調強化動作或人物陰影，或者以浴影方式襯托出舞台聚光燈效果。
2. 透射光，光呈現線状、帶状、圓状、点状效果。
3. 入射光，画面打光手法。有如陽光直射。

多層背景變焦
多層背景是利用多層攝影機（Multiplane Camera）將前、中、遠景分層繪製，以加強遠近不同的景物透視感。在出崎統的作法中是遠、近景之間變焦轉移畫面，產生望遠鏡頭景深效果。
結合多層背景
承上，捕捉背景深度鏡頭，從遠到近焦距以搖攝整合的技法。效果上近景移動速度快、遠景則是慢。例如行進中車輛周遭對遠方山脈背景。

## 代表作品

### 電視動畫
- 原子小金剛（第1作）〔，1963-1966年：動画／原画→演出／作画監督〕 ※出道作
  - 原子小金剛（2003年版）〔，2003年：分鏡〕
- 西遊記 悟空大冒險〔，1967年：演出／作画監督／原画〕
- 少年偵探團〔，1968年：演出／作画協力〕 ※作畫協力並用
- 嚕嚕米（第1作）〔，1969-1970年：分鏡〕 ※
  - 嚕嚕米（第2作）〔1972年：分鏡〕 ※
- 小拳王〔，1970-1971年：監督／主導演／原画〕 ※並用
  - 小拳王2〔，1980-1981年：演出／分鏡／腳本〕 ※分鏡，腳本
- 少爺〔，1980年：監修〕
- 魯邦三世（第1作）〔，1971-1972年：分鏡〕 ※
  - 魯邦三世 再見自由女神 千鈞一髮！〔，1989年：監督／分鏡〕 ※分鏡
  - 魯邦三世 海明威手稿之謎〔，1990年：監督／分鏡〕 ※分鏡
  - 魯邦三世 拿破崙辭典爭奪戰〔，1991年：監修〕
  - 魯邦三世 俄羅斯之戀〔，1992年：監督／分鏡〕 ※分鏡
  - 魯邦三世 追尋馬來之虎寶藏！〔，1995年：監督／分鏡〕
- 安徒生童話〔，1971年：演出〕 ※
- 萬能旋風兒〔，1971-1972年：演出〕 ※
- 赤胴鈴之助〔，1972-1973年：分鏡〕 ※
- 水晶宮〔，1972-1973年：主導演／演出／分鏡〕 ※執導，分鏡
- 小酋長小黑〔，1973年：演出／分鏡〕 ※分鏡
- 網球甜心〔，1973-1974年：演出／分鏡〕 ※分鏡
- 極真派空手道〔，1973-1974年：演出／分鏡〕 ※分鏡
- 魔投手〔，1973-1974年：分鏡〕 ※並用
- 原始人〔，1974-1976年：演出〕 ※分鏡並用
- 小老鼠歷險記[8]〔，1975年：主導演／演出〕 ※演出
- 元祖天才笨老爹〔，1975-1977年：演出／脚本〕 ※
- 故鄉重現 日本的古老傳說〔，1975-2001年：演出／監督／角色設計〕 ※監督，演出並用、，角色設計
- 咪咪流浪記〔，1977年-1978年：總監督／演出／分鏡〕 ※演出
- 金銀島〔，1978年-1979年：演出／分鏡〕 ※分鏡
- 凡爾賽玫瑰〔，1979-1980年：主導演／分鏡，繼長濱忠夫之後接任〕 ※分鏡
- 眼鏡蛇〔，1982-1983年5月：主導演／分鏡〕 ※分鏡
- 彩虹仙子〔Rainbow Brite，1984年：主導演〕 ※日美法合作
- 戰鬥王〔Mighty Orbots，1984年：主導演／分鏡〕 ※日美合作
- 水晶美人魚〔Sweet Sea，1985年：導演〕 ※日美合作
- 無敵六超人〔Bionic Six，1987年：監督／演出〕 ※日美合作
- 魔幻奇兵〔Visionaries: Knights of the Magical Light，1987年：創意顧問〕 ※日美合作
- The Blinkins, the Bear and the Blizzard〔1987年：創意顧問〕 ※日美合作
- 親親天使心〔，1991-1992年5月31日：監督／分鏡〕
- 孔子傳〔1995年：監督〕 ※日韓台共同制作
- 手塚治虫的旧約聖經故事〔，1997年：監督／分鏡〕
- 白鯨記〔，1997年-1999年：原作／監督／演出／分鏡／脚本〕
- 冰雪女王〔，2005-2006年：監督／分鏡〕
- 紫光任務〔，2008年：監督／脚本／分鏡〕
- 源氏物語千年紀 Genji〔，2009年：監督／脚本／分鏡〕

### OVA
- 凡爾賽玫瑰 一生愛你（總集篇）〔，1987年：演出協力〕
- 網球甜心2〔，1988年：總監修／分鏡〕 ※分鏡
  - 網球甜心 Final Stage〔，1989-1990年：監督／分鏡〕 ※分鏡
- 1磅的福音〔，1988年：監督／分鏡〕 ※
- 華星夜曲〔，1989年：監督／分鏡〕
- B.B〔1990-1991：監督／分鏡〕
- 修羅之介斬魔劍 死鎌紋之男〔，1990年：監督／分鏡〕
- 創龍傳〔，1991-1993年：監督／分鏡〕 ※分鏡
- 金銀島追憶「人稱夕靜的男人」〔，1992年：監督／脚本／分鏡〕
- 怪醫黑傑克OVA〔，1993-2000年：監督／脚本／分鏡〕
  - 怪醫黑傑克 FINAL〔，2011年：監修／名誉監督〕
- 哥爾哥13～QUEEN BEE～〔，1998年：監督／分鏡〕

### 電影
- 網球甜心〔，1979年：監督／分鏡〕
- 小拳王〔，1980年：主導演〕
  - 小拳王2〔，1981年：監督／脚本／分鏡〕
- 咪咪流浪記〔，1980年：監督〕
- 新眼鏡蛇〔，1982年：監督／分鏡〕
- 哥爾哥13〔，1983年：監督／分鏡〕
- 冒險者 剛巴與7個好朋友〔，1984年：監督〕
- 金銀島〔，1987年：演出協力〕
- 怪醫黑傑克劇場版〔，1996年：監督／分鏡／脚本〕
- 哈姆太郎劇場版 I 「哈姆哈姆樂園大冒險」〔，2001年：監督／分鏡〕
  - 哈姆太郎劇場版 II 「哈姆哈姆哈姆迦！夢幻的公主」〔，2002年：監督／分鏡〕
    - 哈姆太郎劇場版 III 「哈姆哈姆大獎賽 極光谷的奇蹟」〔，2003年：監督／分鏡〕
      - 哈姆太郎劇場版 IV 「哈姆太郎與不可思議的圖畫本高塔」〔，2004年：監督／分鏡〕
- 劇場版AIR〔，2005年：監督／分鏡〕
- 劇場版CLANNAD〔，2007年：監督／分鏡〕